# 内灘白帆台インターチェンジ
内灘白帆台インターチェンジ（うちなだしらほだいインターチェンジ）は、石川県河北郡内灘町字宮坂にあるのと里山海道のインターチェンジである。
金沢方面のみ出入り可能なハーフインターチェンジで、内灘町が主体となり、インターチェンジのランプおよび接続する町道を整備し供用を開始した。

## 歴史
- 2020年（令和2年）10月11日 - のと里山海道の内灘IC - 白尾IC間に新設、供用開始[1][2][3]。

## 周辺
- 内灘町立白帆台小学校

## 隣
E86 のと里山海道
内灘IC - 内灘白帆台IC - 白尾IC